# Nome de batismo

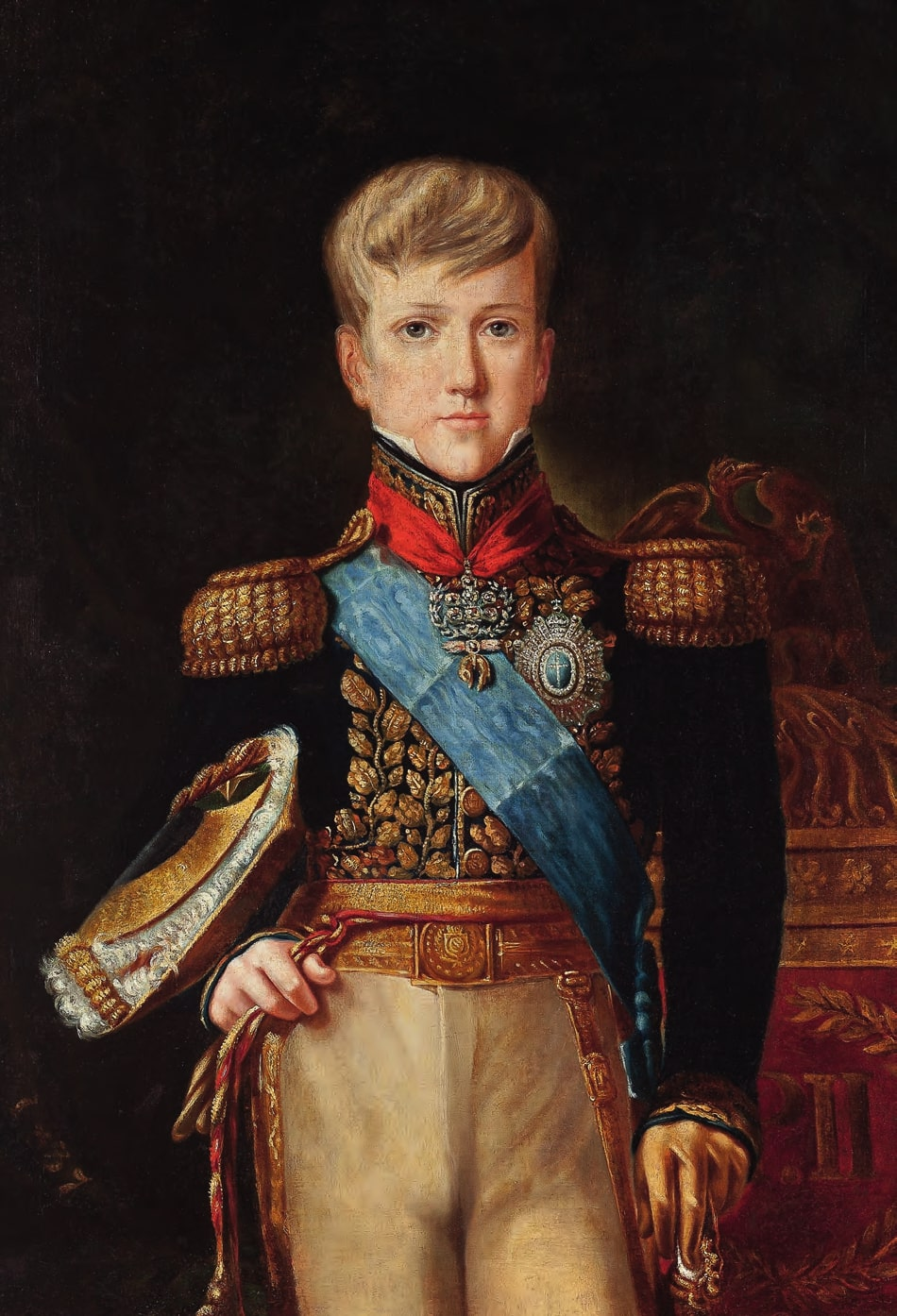
O jovem Imperador Pedro de Alcântara João Carlos Leopoldo Salvador Bibiano Francisco Xavier de Paula Leocádio Miguel Gabriel Rafael Gonzaga.

O nome de batismo (português brasileiro) ou baptismo (português europeu) ou nome ao nascimento é o nome que um indivíduo recebe de seus pais ao nascer, seguindo uma norma social universal. O termo pode ser aplicado ao sobrenome, ao nome próprio ou ao nome completo. Quando os nascimentos devem ser registrados oficialmente, o nome completo inserido em uma certidão de nascimento ou registro de nascimento pode, por si só, tornar-se o nome legal da pessoa. Geralmente consiste em várias partes - nome, patronímico, sobrenome ou apelido.
A suposição no mundo ocidental é frequentemente que o nome desde o nascimento (ou talvez desde o batismo ou brit milá) persistirá até a idade adulta no curso normal das coisas - seja por toda a vida ou até o casamento. Possíveis mudanças no nome de uma pessoa incluem nomes do meio, formas diminutivas, mudanças relacionadas ao status parental (devido ao divórcio dos pais ou adoção por pais diferentes). O nome de nascimento distingue o indivíduo dos familiares circundantes (pai ou mãe), bem como na comunicação informal e na vida quotidiana.
Outro determinante comum do desuso do nome de batismo é a adoção de uma alcunha (também chamada epíteto ou apelido), que passa a designar uma pessoa e torna-se mais relevante que seu nome ao nascer, como o ex-futebolista Pelé, cujo nome de batismo é "Edson Arantes do Nascimento".

## Nomes de solteira e casada
Os termos em francês née e né (/neɪ/; francês: [ne], "nascido[a]") denotam um sobrenome original no nascimento. O termo née, tendo gênero gramatical feminino (adição do segundo "e"), pode ser usado para denotar o sobrenome de nascimento de uma mulher que foi substituído ou alterado. É aplicado mais especificamente ao nome de solteira de uma mulher depois que seu sobrenome mudou devido ao casamento.
O termo né, tendo gênero gramatical masculino, pode ser usado para denotar o sobrenome de nascimento de um homem que foi posteriormente substituído ou alterado. Os sinais diacríticos (o acento agudo) são considerados significativos para sua ortografia e, em última análise, para seu significado, mas às vezes são omitidos em inglês.
De acordo com o Dictionary of Modern English Usage da Universidade de Oxford, os termos são normalmente colocados após o sobrenome atual (por exemplo, "Margaret Thatcher, née Roberts" ou "Bill Clinton, née Blythe"). Como são termos adotados de uma língua estrangeira (o francês), não precisam estar em itálico, mas geralmente estão.
Na tradição polonesa, o termo de domo (que significa literalmente "da casa" em latim) pode ser usado, com raras exceções, significando o mesmo que née. Em contextos históricos, "de domo" pode se referir a um clã heráldico polonês, por exemplo "Paulo de Glownia nobilis de domo Godzamba" (família nobre de Paulo de Glownia, brasão de armas de Godziemba).

## Mundo de língua portuguesa
Em geral, as tradições seguidas em países como Brasil, Portugal e Angola são quase semelhantes aos de Espanha.[carece de fontes?] Na tradição espanhola, normalmente o sobrenome do pai vem em primeiro lugar, seguido do sobrenome da mãe, enquanto que em países de língua portuguesa o nome do pai vem por último. A partir do final do século XIX, e por influência da burguesia francesa, que as mulheres de nações lusófonas passaram a adotar o sobrenome do marido, sem no entanto perderem os seus próprios de solteira (no caso das mulheres portuguesas). Há uma tendência crescente de mulheres mantendo os nomes de seu nascimento; com alguns poucos casos de ambos os nomes serem adotados como sobrenome. Segundo uma reportagem da Veja São Paulo, o número de moças que escolheram não alterar seu nome de batismo atingiu o ápice no ano de 2017, com um total de 18.000. O número de esposas não adotando o sobrenome do marido representaria quase um terço das casadas em 2017. O movimento foi visto como um rompimento com o "patriarcalismo" e uma ascensão feminina.